# Belopolʹskiy (cráter)
Belopolʹskiy es un cráter de impacto lunar que se encuentra en la cara oculta de la Luna, al oeste del cráter Houzeau, y al noreste de Strömgren. Justo al noroeste de Belopolʹskiy se halla el cráter Ioffe.

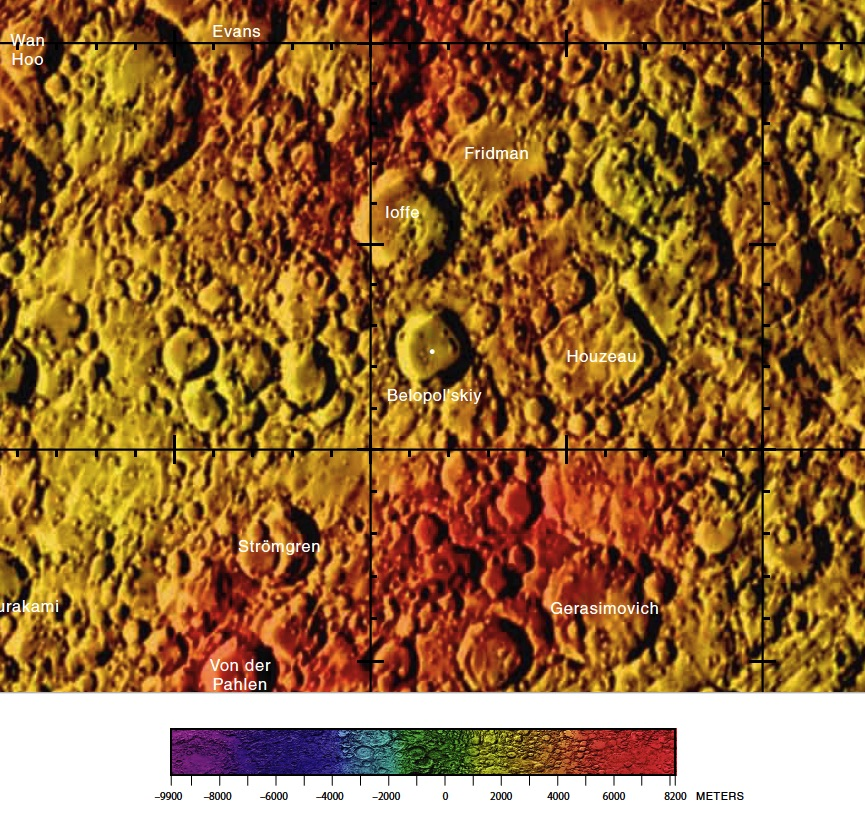
Localización de Belopolʹskiy

El borde de Belopolʹskiy está ligeramente erosionado, sobre todo en el extremo sur, donde varios cráteres pequeños han incidido en su contorno. Hay una ligera intrusión en el borde noroccidental, donde el suelo ha sido modificado por el vecino Ioffe. El interior del cráter es relativamente llano,  marcado con varios pequeños cráteres.

## Referencias

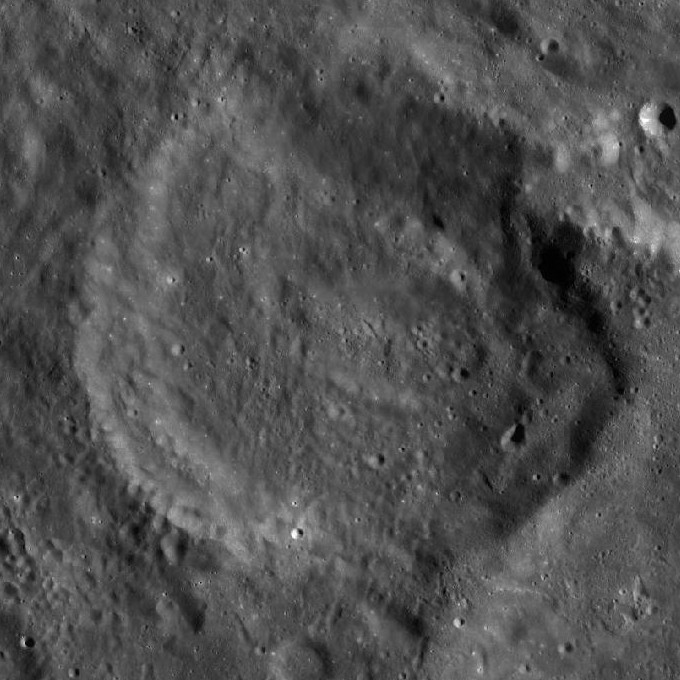
Imagen LRO.